# ولادیمیر بارناشوف
ولادیمیر بارناشوف (روسی: Владимир Михайлович Барнашов؛ زادهٔ ۲۶ فوریهٔ ۱۹۵۱) ورزشکار دوگانه اهل شوروی بود. بارناشوف در سال 1980 از موسسه دولتی اومسک برای فرهنگ بدنی فارغ التحصیل شد  و در حال حاضر سرمربی تیم بیاتلون روسیه است.